# Río Rivadavia
Le río Rivadavia est une rivière de Patagonie argentine qui coule dans le nord-ouest de la province de Chubut. Il appartient au bassin du río Futaleufú, qui passant d'Argentine au Chili déverse ses eaux dans l'océan Pacifique.

## Description générale
Il naît en Argentine dans la province de Chubut, en Patagonie. Il recueille les eaux du lac Rivadavia dont il est l'émissaire.
Son unique affluent est l'arroyo Calihuel. Après un parcours de moins de 10 km, il débouche dans le lac Verde. Sur sa rive se trouve la petite localité de Lago Verde.
La rivière appartient au bassin du río Futaleufú, fleuve qui, devenu río Yelcho, se jette dans l'océan Pacifique en territoire chilien. 
On y pratique la pêche sportive.
Son trajet fort court se situe dans le parc national Los Alerces. 

## Affluents
- L' arroyo Calihuel est son unique affluent.

## Sources
- «Cuenca del río Futaleufu», entrada del Sistema Nacional de Información Hídrica.